# Bracon radiatus
Bracon radiatus är en stekelart som beskrevs av Vladimir Ivanovich Tobias 1957. Bracon radiatus ingår i släktet Bracon och familjen bracksteklar. Inga underarter finns listade.